# 西嶋 (身延町)
西嶋（にしじま）は、山梨県南巨摩郡身延町の地名。以前は西島と表記され、現在でも寺社の名称等に残っている。郵便番号は409-3301。

## 地理
富士川と赤石山脈の間に小さな扇状地があり、そこに集落が存在する。また、東側は富士川の氾濫を防ぐため堤防が設けられている。

## 歴史
元亀2年（1571年）に西嶋出身の望月清兵衛翁が当地を伊豆国三方郡立野村（現在の静岡県伊豆市）を訪れて和紙の一種である三椏紙の製法を学び、それを基に西嶋でも作り完成品を武田信玄に献上したことから和紙造りが本格的に始まったとする伝承がある。それが当地の特産品である西嶋和紙であり、現在でも製造されている。
また、西嶋は駿州往還の鰍沢河岸から南へ伸びてきたルートと対岸にある岩間宿から「岩崎の渡し」と呼ばれた渡し船で渡るルートが合流する地点であり、西嶋地区も宿場が設けられ西島宿（にしじましゅく）として栄えた。なお、「岩崎の渡し」のルートがあった場所は現在峡南橋が架けられている。
1889年（明治22年）の町村制執行により扇状地一帯は南巨摩郡西島村となり戦後まで存続したが、1954年（昭和29年）に大須成村・静川村・曙村と合併し中富町となり、住所表記も「南巨摩郡中富町西嶋」と島に山部がついたものに変更されている。その後平成の大合併で「南巨摩郡身延町西嶋」となり、現在に至る。

## 世帯数と人口
2015年（平成27年）10月1日現在の世帯数と人口は以下の通りである。
| 大字 | 世帯数  | 人口    |
| ---- | ------- | ------- |
| 西嶋 | 425世帯 | 1,056人 |

## 交通

### 鉄道
地内に鉄道は通っていないが、対岸の西八代郡市川三郷町岩間に身延線甲斐岩間駅がある。徒歩15分程度。

### バス
路線バス
- 身延町営バス
  - 役場前 - 西嶋小 - 西島神社

高速バス
- 中央高速バス身延線 西嶋バス停

### 道路
- 中部横断自動車道

富士川を挟んだ岩間に六郷インターチェンジがある。
- 国道52号

以前は市街地を通っていたが、1990年（平成2年）に東側の堤防上に「西嶋バイパス」が開通した。なお、旧道は現在町道となっている。
- 山梨県道403号甲斐岩間停車場西島線

北側にある月見橋を経由し、対岸の西八代郡市川三郷町岩間へ伸びるルート。

## 施設
- 身延町立西島小学校
- 日本郵便西嶋郵便局
- なかとみ和紙の里
- 富士川カントリークラブ
- 西島諏訪神社
- 若宮八幡神社
- 青原院
- 栄宝寺